# Vagil'
Il Vagil' (in russo Вагиль?) è un fiume della Russia siberiana occidentale, affluente di sinistra della Tavda, nel bacino dell'Irtyš. Scorre nel distretto urbano del villaggio di Gari (Oblast' di Sverdlovsk).

## Descrizione
Il fiume scorre dal lago Bol'šoj Vagil'skij Tuman e attraversa zone paludose lontane dai centri abitati. Il letto del fiume è tortuoso. La foce del fiume si trova di fronte all'insediamento di Ust'-Vagil'skaja, a 650 km dalla foce del fiume Tavda. Il fiume ha una lunghezza di 117 km, il suo bacino è di 3 830 km². Il suo maggior affluente è il Rynta (lungo 55 km) proveniente dalla sinistra idrografica.